# Tramore
Tramore (en irlandés, Trá Mhor, que significa «cadena grande» o «playa») es una ciudad costera en el condado de Waterford en la costa sureste de Irlanda. Un pequeño pueblo de pescadores hasta la llegada del ferrocarril en 1853, la ciudad ha dejado de crecer desde entonces. Inicialmente, la ciudad floreció como un destino turístico y, últimamente, se ha desarrollado como una ciudad satélite marítimo de la ciudad de Waterford, que está a 13 km al norte. Waterford Airport está situado a unos 6 km al noreste.

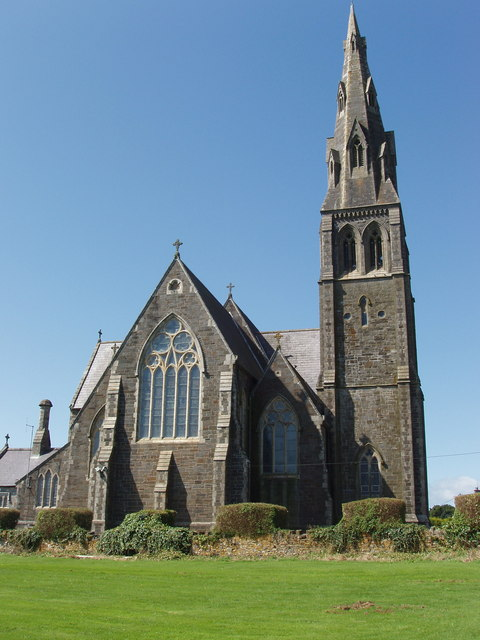
Iglesia Católica

La ciudad está situada en la esquina noroeste de la bahía de Tramore en una colina que desciende a la cadena, o lengua de arena, que divide la bahía. Detrás de la saliva se encuentra la laguna de marea conocida como el Strand Volver. Tramore tiene un imponente estilo gótico; un claro ejemplo de ello es la Iglesia Católica (que está dominada por una torre y el chapitel asimétrica), un conjunto monumental que domina la ciudad, construido 1856-1871 por JJ McCarthy.
El área dentro de un radio de 16 km de Tramore es una zona rica en estructuras megalíticas (por ejemplo, Ballindud Cromlech; Ballynageeragh Cromlech; Knockeen Dolmen; Gaulstown Dolmen), que significa morada mucho antes del cristianismo.

## Historia
Antes de finales del siglo XVIII, la ciudad era una aldea de pescadores. A partir de entonces se dio cuenta de su potencial como "un agradable refugio para los ciudadanos de Waterford y otros que se reunieron allí para el beneficio de la agua salada". El auge del turismo ha dejado un legado de edificios que datan de la década de 1860 como la vivienda adosada en la calle Strand. Inaugurado en 1853, a 12 km de la línea de ferrocarril de largo corriendo de la plaza de Ferrocarril de Waterford a la terminal en Tramore. Era único en que no estaba conectado a cualquier otra línea. Tramore la estación de tren se abrió el 5 de septiembre de 1853 y finalmente se cerró el 1 de enero de 1961.

## Demografía

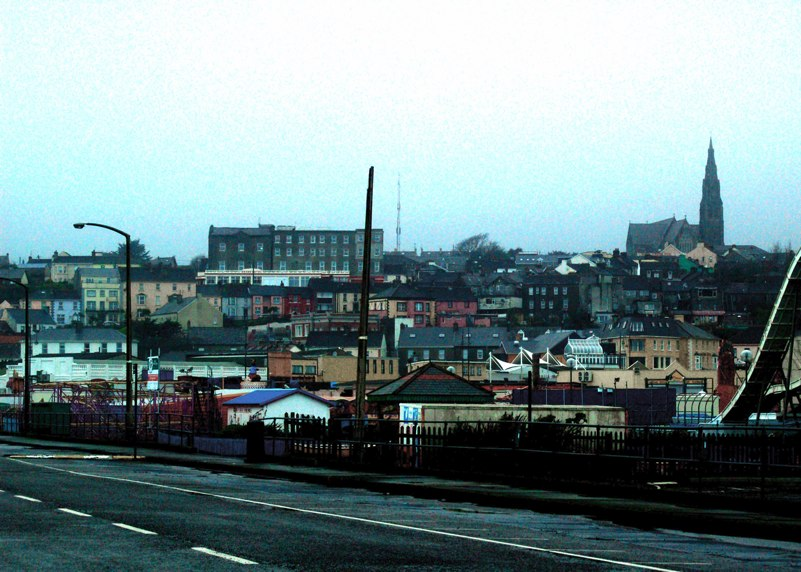
Vista urbana.

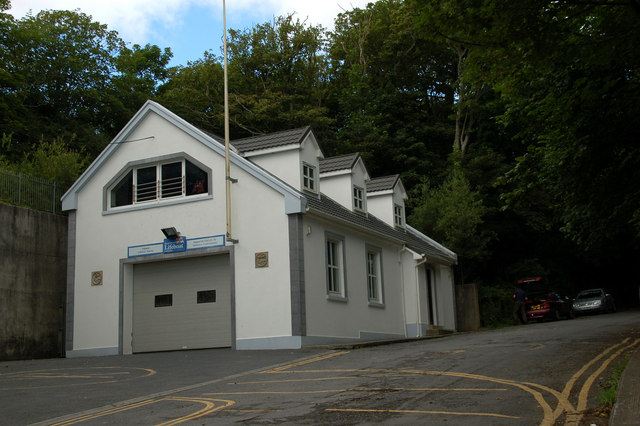
Casa típica de Tramore.

Los resultados prerliminares del censo del 2006 arrojaron los siguientes datos:
| Cambios en la población | Población por género | Población urbana/metropolitana |
| ----------------------- | -------------------- | ------------------------------ |
| 9634 hab. (2006)        | H 4712               | U 9192 hab.                    |
| 8305 hab. (2002)        | M 4922               | M 442 hab.                     |

| Piel blanca irlandesa | Otro tipo de piel blanca | Piel negra irlandesa | Asiáticos | Otros |
| --------------------- | ------------------------ | -------------------- | --------- | ----- |
| 8415                  | 653                      | 169                  | 55        | 172   |
| 88,9%                 | 6,9%                     | 1,8%                 | 0,6%      | 1,8%  |

| Católicos | Otras Religiones | Sin religión |
| --------- | ---------------- | ------------ |
| 8507      | 690              | 378          |
| (88,3%)   |                  |              |

| Habla Irlandés | No habla irlandés | No se especifica |
| -------------- | ----------------- | ---------------- |
| 3994           | 5018              | 86               |
| 43,9 %         | 55,2 %            | 0,9 %            |

## Tragedias y monumentos

### "El hombre de metal"

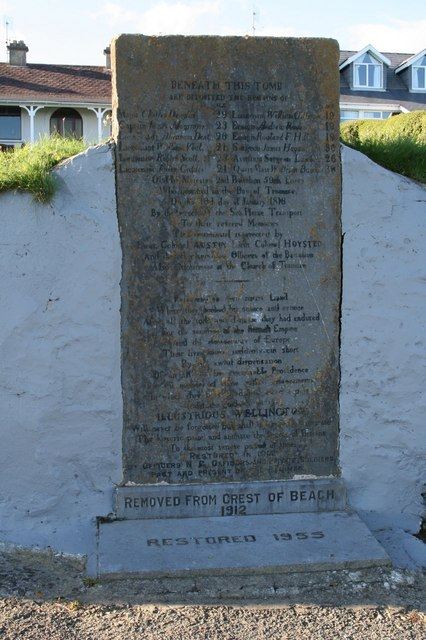
Placa en memoria de los caídos del Sea Horse.

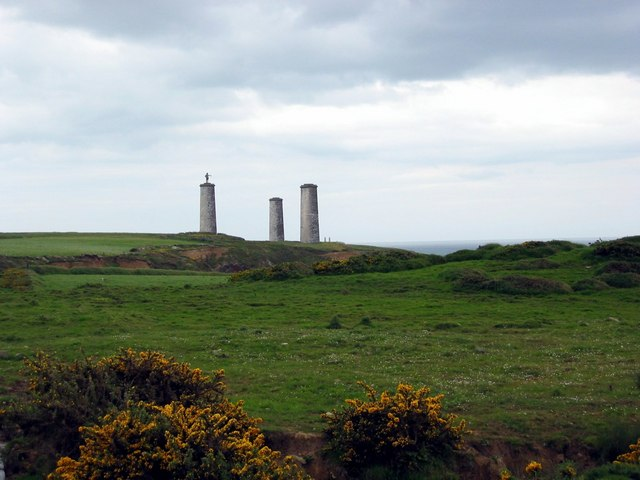
El hombre de metal se aprecia a la lejanía

Una característica destacada de la bahía de Tramore es el "Hombre de metal". Se trata de una figura de metal de amplio elenco que apunta hacia el mar, establecidas en la parte superior de uno de los tres pilares. Fue erigido en 1823 por el Lloyd de Londres para advertir a la gente de mar lejos de peligrosas aguas poco profundas. Dos de los pilares más sentarse en la punta opuesta, Jefe Brownstown. Hay muchos mitos y leyendas en torno al hombre de metal. Uno de estos mitos es que si una mujer podía saltar descalzos alrededor de la base del Metal Man tres veces se casaría dentro del año. En 2006 los irlandeses emisora TVE Tuvo un artículo sobre el programa de radio de las TIC de paisajes marinos en la historia del Hombre de metal y su estado de reparación.

### Tragedia del Sea Horse
En el 31 de diciembre de 1816, el Sea Horse, un barco de transporte militar, con el 2.º Batallón del Regimiento 59 de pie, naufragó en la bahía de Tramore, y perecieron 292 hombres y 71 mujeres y niños. Algún tiempo después, el Sea Horse fue adoptado como el símbolo de la ciudad de Tramore, y posteriormente fue adoptado como el logo de Waterford Crystal en 1955, según cuentan, la construcción del Hombre de metal fue para evitar este tipo de calamidades.

### Emboscada de Pickardstown
En la noche del 6 de junio de 1921, durante la guerra de Independencia irlandesa, cincuenta voluntarios locales del IRA intentó hacer una emboscada a un grupo de cuarenta las tropas británicas de la ciudad de Waterford, que venían a Tramore tras un ataque a los cuarteles de RIC allí. La emboscada tuvo lugar en Pickardstown, a una milla al norte de Tramore. Sin embargo, el ataque no va de acuerdo con los planes, y dos hombres del IRA fueron asesinados y dos heridos. El campo de Tramore GAA lleva el nombre de uno de los voluntarios.

## Atracciones turísticas

### Playa

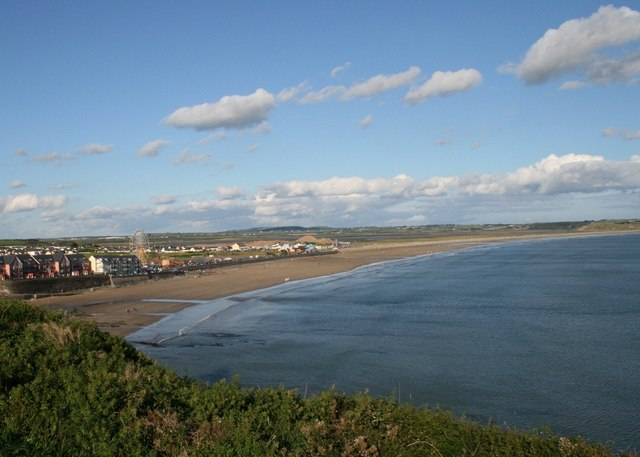
Playa de Tramore

La ciudad ha sido durante mucho tiempo asociado a los turistas irlandeses y ofrece una experiencia tradicional de la playa de los helados, el recinto ferial y la arena. La primera línea de playa cuenta con un largo paseo y un parque de diversiones. Es un lugar popular para los turistas en el verano y tiene 5 km (3 millas) de playa y dunas de arena y dan al Océano Atlántico. Tramore tiene una reputación para el surf, y el club de Surf T-Bay, que se estableció en 1967 ha producido campeones de surf nacionales e internacionales.
El paseo marítimo, construido en 1914 sirve como un punto turístico popular en Tramore y es el foco de los atractivos de la cadena durante el verano. El Cliff Road fue construido en 1872 como una calzada en el sitio de una antigua ruta de Guardacostas y proporciona acceso a Jefe Newtown y el club de natación masculina.

### Carrera de caballos
Tramore tiene una larga asociación con carreras de caballos. Poco después de la llegada del ferrocarril y el Señor Doneraile Delahunty James construyó un nuevo hipódromo en Riverstown. Racing siguió allí hasta 1911, cuando el área finalmente sucumbió a la mar, y durante la marea baja todavía se puede ver parte de la pista de carreras de la cadena hacia atrás.
Un nuevo hipódromo construido en la colina de Graun, en el que opera en la actualidad. La ciudad es conocida por su festival de carreras de caballos que se celebra cada mes de agosto por más de 200 años. Mientras que los caballos utilizados para ejecutar a lo largo de la cadena, la ruta se ha trasladado a una pista de carreras diseñado para ello. En los últimos años el curso ha sido desarrollado y mejorado y se utiliza regularmente como un lugar para espectáculos y eventos musicales. Trá Fest, un festival de música celebrado en la calle a mediados de verano se ha convertido en un acontecimiento popular en los últimos años y presenta bandas locales así como los actos nacionales e internacionales.

### Paseos

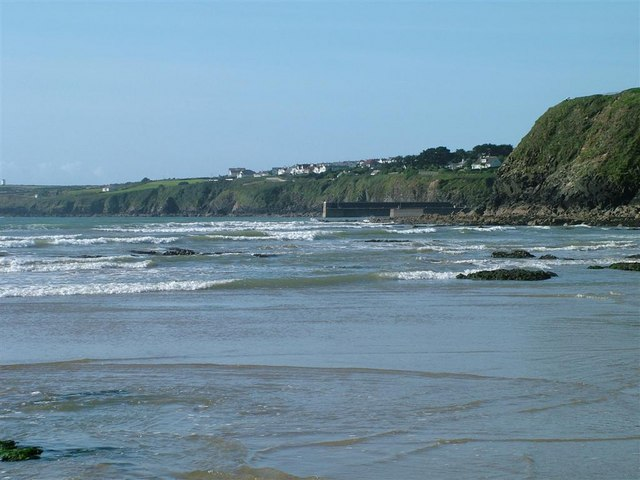
Acantilados y villas de Tramore

El pintoresco paisaje de Tramore, representado por la cadena y los acantilados, atrae a muchos caminantes. Paseos en la localidad son el Paseo de la Doneraile, Paseo de Cliff Road, así como el capítulo 5 km andan comúnmente llamada "en la espalda y el frente". Otro de los atractivos entre marzo y septiembre de cada año es la puesta en marcha de "El Recreo", un pequeño parque de atracciones con una selección de juegos y otras atracciones frente a la playa.

### Surf
Más recientemente, la ciudad de Tramore se ha convertido en reconocido lugar de surf en Irlanda, así como otros deportes acuáticos como el kitesurf y el windsurf. El deporte fue traído a la ciudad en 1967 por el irlandés Kevin navegar Cavey pionera. Tramore tiene muchas tiendas de surf, fabricantes de placas, escuelas de surf y alquiler tiendas en la ciudad. Hay muchas buenas oportunidades en y alrededor de Tramore. Durante gran oleaje y los locales de viento también la cabeza para navegar Killmurren Cove donde hay un refugio y otros descansos cercana a menudo trabajan en Tramore se sopla con gran oleaje incluyendo Dunmore East, Bunmahan y Annestown. Tramore es también el hogar de los surfistas, como Craig Butler, el campeón de surf de Irlanda júnior/sénior.

### Festival Tra
Otro acontecimiento importante en el verano, es el Festival Tra, un festival de música de la calle que es muy popular en Irlanda. Es el festival más grande de su tipo en el sureste del país.

## Personas famosas nacidas en Tramore
- John Edward Carew
- Jim Goodwin
- Gordon MacWhinnie
- Edward J. Phelan